# 토니 록

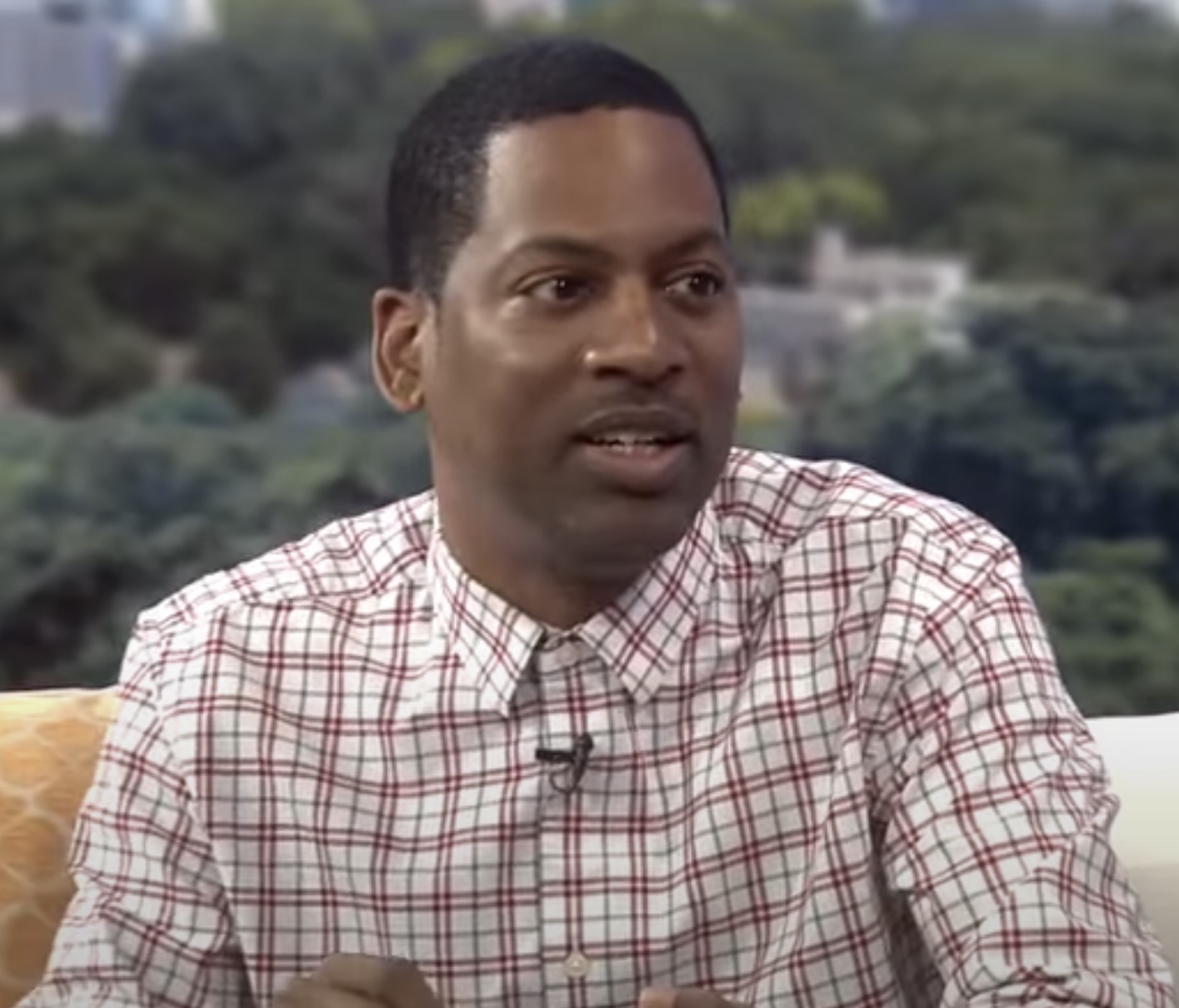

토니 록(Tony Rock, 1974년 6월 30일 ~ )은 미국의 배우, 텔레비전 배우이다.
베드퍼드스타이베선트에서 태어났다.

## 영화
- 리뎀션 오브 어 도그 (2012년)
- 컴 온 맨 (2012년)
- 라이프 서포트 (2007년)
- 호미 스푸모니 (2006년) - 다나 역
- 에브리바디 헤이츠 크리스 (2005년)